# Арести, Габриель
Габриель Мария Арести Сегурола (исп. Gabriel Maria Aresti Segurola; 14 октября 1933, Бильбао, Страна Басков, Испания — 5 июня 1975, Бильбао) — баскский писатель

, поэт, драматург, переводчик. Член-корреспондент Эускальцайндии с 1957 года.

## Биография
Родился в семье, не говорящей на баскском языке. В 14-летнем возрасте начал самостоятельно изучать баскский язык, читая классику в городской библиотеке и слушая популярных импровизаторов баскской поэзии. В 1954 году начал сотрудничать с несколькими журналами.
Его поэзия развивалась под влиянием символизма, в более позднем периоде перешёл к социальному реализму и социальной критике. В творчестве использовал различные жанры: романы, короткие истории и театральные пьесы. Был переводчиком с баскского и на баскский язык, переводил произведения Ф. Гарсиа Лорка, Джованни Боккаччо, Т. С. Элиота и других.
Левые политические убеждения Г. Арести принесли ему во время режима Франко ряд проблем и критики со стороны националистов.
Основал издательский дом, в котором печатались баскские писатели.
Оказал большое влияние на молодежь 1960-х и 1970-х годов. Его труд «Harri eta herri» («Камень и народ», 1964) является основополагающей книгой баскской современной гражданской поэзии.
Автор поэмы «Вниз по склону» (1960) и поэтического сборника «Камень и народ» (1964). На его стихотворение «Бискайские богачи» (1972) написана популярная песня «Bizkaiko aberatsak».

## Избранные произведения
- Harri eta Herri, Zarautz, Itxaropena, 1964.
- Euskal elerti 69, Donostia, Lur, 1969.
- Batasunaren kutxa, Donostia, Lur, 1970.
- Cuarenta poemas, Madril, Helios, 1970.
- Harrizko Herri Hau, Donostia, Lur, 1970.
- Kaniko eta Beltxitina, Donostia, Lur, 1971.
- Lau teatro arestiar, Donostia, Lur, 1973.
- Hiztegi tipia, Donostia, Lur, 1973.
- Aurtengo zenbait berri, Donostia, Lur, 1973.
- Obra guztiak, Donostia, Kriselu, 1976.
- Lehen poesiak, Susa, 1986.
- Euskal harria, Susa, 1986.
- Poesia argitaragabea. Azken poesia, Susa, 1986.
- Narratiba, Susa, 1986.
- Antzerkia, Susa, 1986.
- Itzulpenak 1, Susa, 1986.
- Itzulpenak 2, Susa, 1986.
- Artikuluak. Hitzaldiak. Gutunak., Susa, 1986.